# Puerto de San José, Mexiko
Puerto de San José är en ort i Mexiko.   Den ligger i kommunen Cerritos och delstaten San Luis Potosí, i den centrala delen av landet, 400 km norr om huvudstaden Mexico City. Puerto de San José ligger 1 581 meter över havet och antalet invånare är 136.
Terrängen runt Puerto de San José är kuperad österut, men västerut är den platt. Runt Puerto de San José är det glesbefolkat, med 12 invånare per kvadratkilometer. Närmaste större samhälle är San José de Cervantes, 2,3 km nordost om Puerto de San José. I omgivningarna runt Puerto de San José växer i huvudsak blandskog.